# Згорњи Брник
Згорњи Брник (словен. Zgornji Brnik) је насељено место у општини Церкље на Горењскем, Горењска регија, Словенија.

## Историја
До територијалне реорганизације у Словенији био је у саставу старе општине Крањ.

## Становништво
У попису становништва из 2011. године, Згорњи Брник је имао 704 становника.
| Број становника према пописима | Број становника према пописима | Број становника према пописима |
| ------------------------------ | ------------------------------ | ------------------------------ |
| 1991                           | 2002                           | 2011                           |
| 579                            | 661                            | 704                            |

## Такође види
- Аеродром Љубљана